# Acropogon domatifer
Espèce
Statut de conservation UICN

 VU  : Vulnérable
Acropogon domatifer est une espèce de plantes de la famille des Malvacées.